# Гнатюк Галина Олександрівна
Гали́на Олекса́ндрівна Гнатю́к (* 25 квітня 1977, Радивилів, Рівненська область) — українська поетеса, перекладачка.
Закінчила філологічний факультет Львівського державного університету імені Івана Франка за спеціальністю «Слов’янська філологія». Працює вчителем української та польської мов у Радивилівському загальноосвітньому ліцеї №2 імені Павла Стрижака. Головний редактор обласного літературно-краєзнавчого альманаху «Погорина» (Рівне). Бере активну участь у літературно-мистецьких заходах Рівненщини, інших областей, у роботі обласної організації НСПУ. 

## Творчість
Лауреатка обласної літературної премії імені Михайла Дубова (2015), Всеукраїнської літературної премії імені Івана Низового (2017), обласної літературної премії імені Валер’яна Поліщука (2019), обласної просвітянської премії  імені Григорія Чубая  (2019). 
Членкиня Національної спілки письменників України з 2016 року. Публікується у літературних альманахах і колективних збірниках поезії, на Інтернет-ресурсах.

### Поетичні книги
- «Вітер юності» (1994),
- «Янголине мовчання» (2015),
- «Лінія щастя» (2018).

Твори Г.Гнатюк опубліковані в книгах: “Говорить Майдан: збірка революційної поезії” (Київ, видавничий дім “Чорнильна Хвиля”), “Небесна Сотня: антологія майданівських віршів” (Чернівці, видавничий дім “Букрек”), “Майдан. Війна” (Рівне, видавництво “Волинські обереги”),  “Воїнам Світла” (м. Мукачеве, видавництво “Серце патріота”), у збірці віршів “Осінь у камуфляжі” (м. Кременчук, видавець ПП Щербатих О. В.), альманасі “Сила почуттів” (м. Хмельницький, видавець ФОП Стасюк Л. С.) - усі видання 2015 року.